# Ectoedemia longicaudella
Ectoedemia longicaudella là một loài bướm đêm thuộc họ Nepticulidae. Nó được tìm thấy ở hầu hết châu Âu (ngoại trừ Iceland, Ireland, Đại Anh và Đan Mạch), phía đông đến Belgorod và Kaluga ở Nga. Nó cũng hiện diện ở Cận Đông.
Sải cánh dài 7-10.5 mm. Con trưởng thành bay vào tháng 6 và tháng 7, ở Nam Tư cũ con lớn cũng được ghi nhận vào tháng 5 và đôi khi vào đầu tháng 8.
Ấu trùng ăn various Quercus species. Không giống như các loài Nepticulidae khác, ấu trùng loài này ăn thân cây chứ không ăn lá.